# Herma de Wit

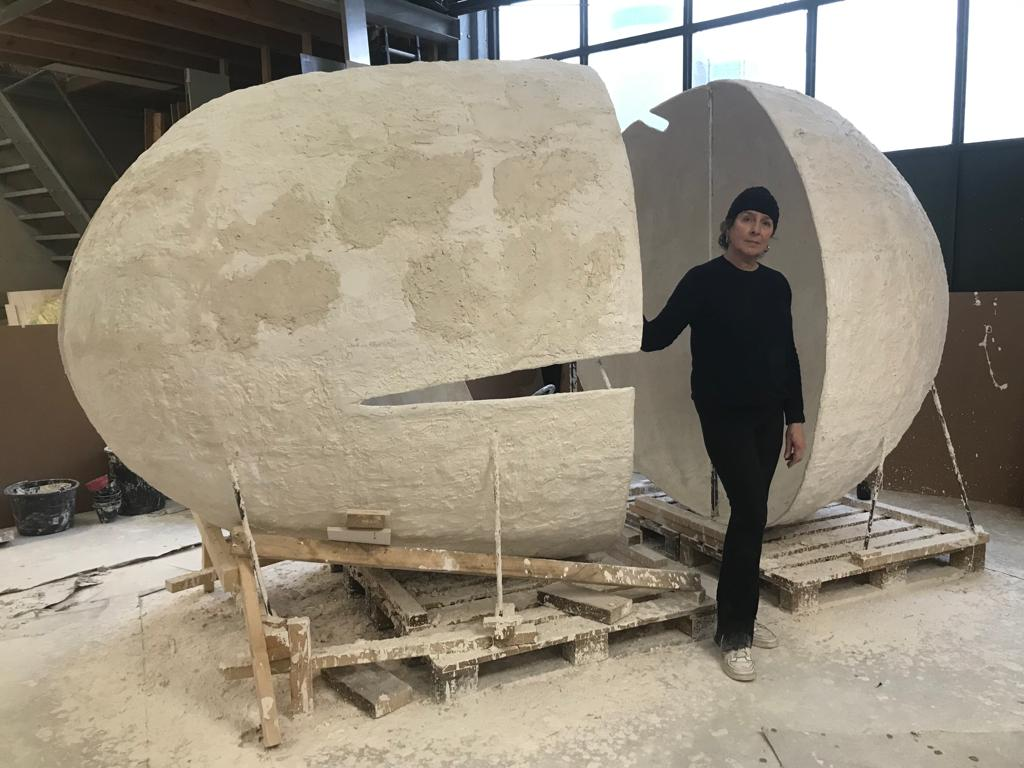
Herma de Wit in haar studio

Herma de Wit (Hilversum, 20 maart 1959) is een Nederlandse kunstenaar, beeldhouwer. Ze maakt werken op papier, grafiek.

## Biografie
De Wit studeerde na de Technische School voor Mode en Kleding (Utrecht) aan de Gerrit Rietveld Academie in Amsterdam, afdeling mode (1979-1983). Hierna bouwde zij een internationale carrière op als ontwerper voor onder meer de merken Marithe & François Girbaud (Parijs) en Trussardi (Milaan). Onder haar eigen label HERMA DE WIT (Amsterdam), bracht zij een tailormade collectie uit (1989-1995).
Sinds 1999 is zij autodidactisch kunstenaar.

## Werk
De natuur is een belangrijk thema in het werk van De Wit. Tijdens haar reizen bezoekt zij botanische tuinen en neemt als herinnering een gevallen blad, bloem, tak. Zij droogt deze in haar studio (Hemmen, de Betuwe). De monoprints zijn geprint op flinterdun Japans papier. Hiermee toont zij de kwetsbaarheid en verstilling van de natuur. De gedroogde grote bladen gebruikt zij als fossiel gegoten in brons. (2024). 

### Werk in openbare ruimte

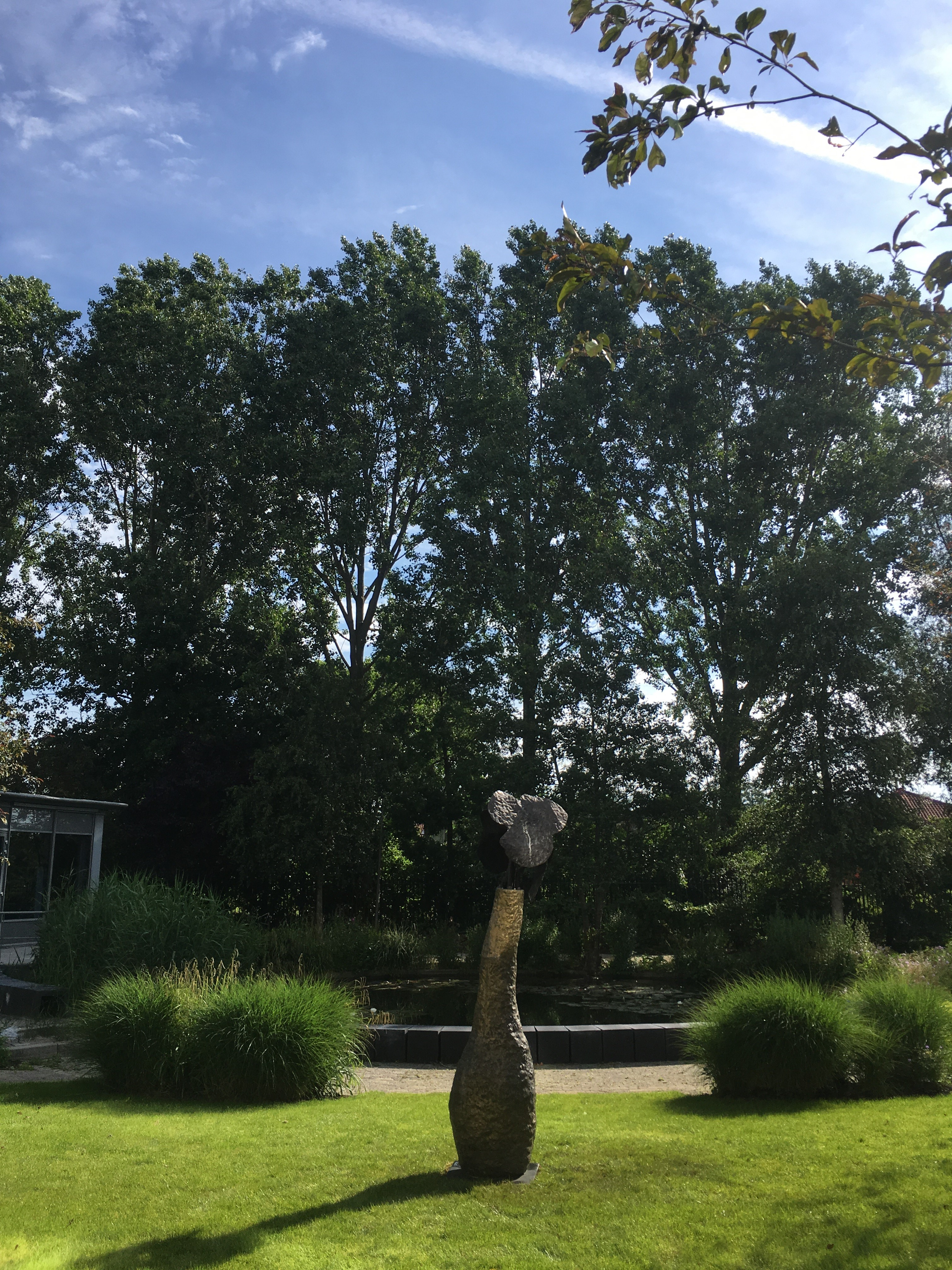
Buddha belly, 'Jatropha podagrica', brons, 252 x 64 x 60 cm. 2016. Geplaatst in de tuin van Daan Theeuwes Centrum voor Intensieve Neurorevalidatie. (Gedoneerd in 2019)
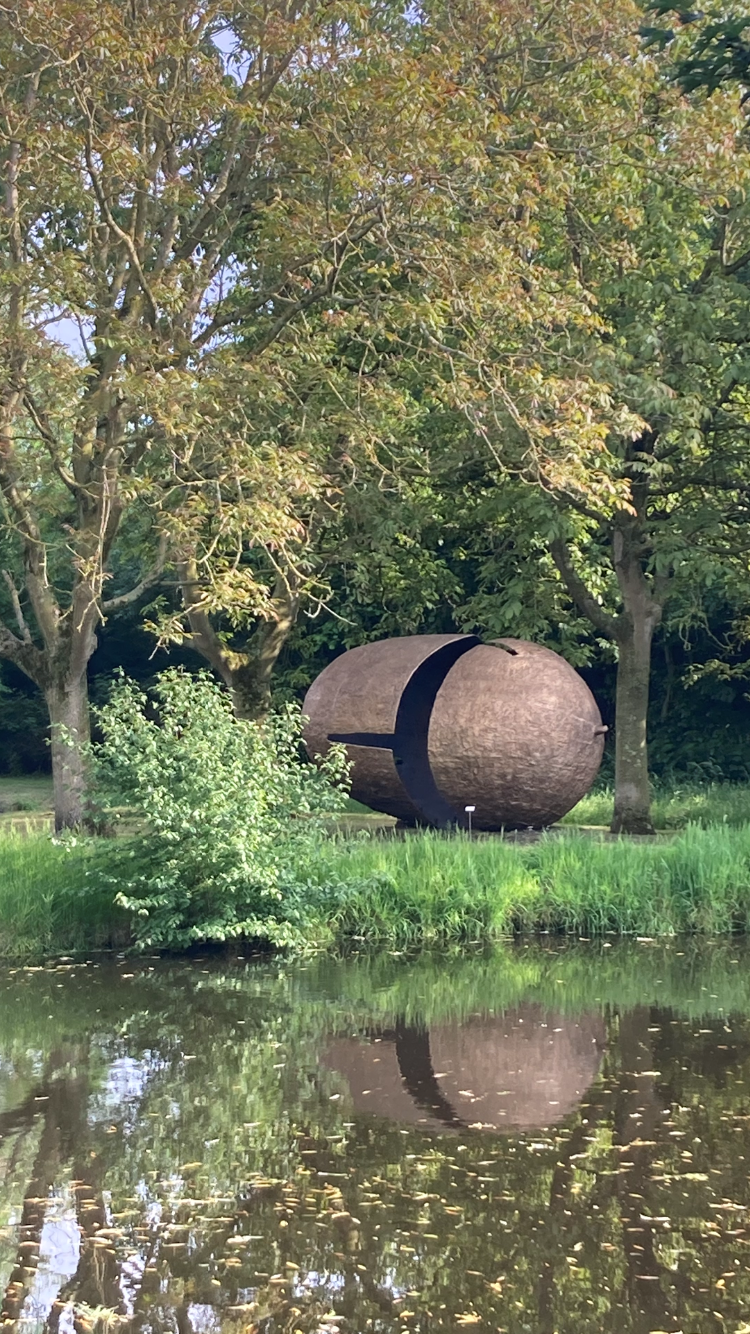
Origin, 215 x 380 x 200 cm, brons. 2022. Geplaatst in Beeldentuin Ravesteyn, (Heenvliet, 2022).

## Publicaties
- Herma de Wit - Orobio de Castro, Sculptures and Drawings, (2018) MER / Borgerhoff & Lamberigts (Gent België). Opgenomen in de bibliotheek van het Rijksmuseum, Amsterdam. Opgenomen in de bibliotheek van Benesse House, Naoshima, JP.
- Herma de Wit, Force of Nature, (2021), Herma de Wit-Orobio de Castro, Amsterdam. Winnaar van 50 beste cover en boek AIGA, NY, US. Opgenomen in de bibliotheek van Rijksmuseum, Amsterdam.
- Herma de Wit, Essence of Nature, (2023), Herma de Wit-Orobio de Castro, Amsterdam.

- RKD-Nederlands Instituut voor Kunstgeschiedenis: 490420